# Futbol'nyj Klub Fakel Voronež 2013-2014
Questa voce raccoglie le informazioni riguardanti il Futbol'nyj Klub Fakel Voronež nelle competizioni ufficiali della stagione 2013-2014.

## Stagione
La squadra fallì per il secondo anno consecutivo la promozione finendo al terzo posto nel proprio girone.

## Rosa
| N. |                   | Ruolo | Calciatore             |
| -- | ----------------- | ----- | ---------------------- |
| 1  | Russia (bandiera) | P     | Aleksandr Sautin       |
| 2  | Russia (bandiera) | D     | Vladislav Khatazhenkov |
| 4  | Russia (bandiera) | D     | Nikita Timoshin        |
| 5  | Russia (bandiera) | D     | Yuri Dubrovin          |
| 7  | Russia (bandiera) | C     | Vitali Komisov         |
| 8  | Russia (bandiera) | A     | Dmitri Kortava         |
| 10 | Russia (bandiera) | A     | Il'nur Al'šin          |
| 11 | Russia (bandiera) | A     | Kirill Pogrebnyak      |
| 14 | Russia (bandiera) | A     | Ivan Shpakov           |
| 15 | Russia (bandiera) | C     | Aslan Mashukov         |
| 16 | Russia (bandiera) | P     | Dmitri Ternovskiy      |
| 17 | Russia (bandiera) | C     | Vladimir Tatarchuk     |
| 18 | Russia (bandiera) | C     | Dmitrij Sokolov        |
| 19 | Russia (bandiera) | D     | Konstantin Garbuz      |
| 20 | Russia (bandiera) | A     | Aleksandr Antipenko    |

| N. |                   | Ruolo | Calciatore            |
| -- | ----------------- | ----- | --------------------- |
| 21 | Russia (bandiera) | C     | Igor Fateev           |
| 23 | Russia (bandiera) | P     | Evgeniy Cheremisin    |
| 25 | Russia (bandiera) | D     | Aleksey Revyakin      |
| 26 | Russia (bandiera) | D     | Viktor Stroev         |
| 29 | Russia (bandiera) | C     | Anatoliy Nezhelev     |
| 31 | Russia (bandiera) | P     | Fedor Dyachenko       |
| 36 | Russia (bandiera) | C     | Konstantin Skrylnikov |
| 44 | Russia (bandiera) | C     | Evgeni Shchegolev     |
| 47 | Russia (bandiera) | A     | Andrey Salnikov       |
| 52 | Russia (bandiera) | C     | Ravil Netfullin       |
| 66 | Russia (bandiera) | C     | Dmitri Michkov        |
| 72 | Russia (bandiera) | C     | Roman Lev             |
| 77 | Russia (bandiera) | C     | Albert Sharipov       |
| 83 | Russia (bandiera) | C     | Evgeni Kuznetsov      |

## Risultati

### Campionato
| Arbitro: | Pavel Shadykhanov |

|                    |           |                         |
| Sergey Faustov 50’ | Marcatori | 54’ Aleksandr Antipenko |

| Voronež 22 luglio 2013, ore 17:00 2ª giornata | Fakel Voronež   | 0 – 0 referto | Metallurg-Oskol | Stadio Centrale (11.500 spett.)\| Arbitro: \| Sergey Tikhonov \| |
| Arbitro:                                      | Sergey Tikhonov |               |                 |                                                                  |

| Arbitro: | Aleksey Pchelintsev |

|                    |           |                        |
| Eduard Sagdiev 60’ | Marcatori | 1’ Aleksandr Antipenko |

| Arbitro: | Maksim Kuznetsov |

|                                              |           |                    |
| Aleksey Revyakin 45’ Aleksandr Antipenko 67’ | Marcatori | 70’ Dmitri Kortava |

| Arbitro: | Denis Zabotin |

|                      |           |                                                               |
| Aleksandr Ershov 42’ | Marcatori | 7’ Aleksandr Antipenko 16’ Yuri Dubrovin 20’ Aleksey Revyakin |

| Arbitro: | Evgeni Gerasimenko |

|                       |           |  |
| Kirill Pogrebnyak 15’ | Marcatori |  |

| Arbitro: | Aleksandr Ksenafontov |

|                  |           |  |
| Vadim Minich 30’ | Marcatori |  |

| Arbitro: | Vladimir Rogulev |

|                                                     |           |                  |
| Konstantin Skrylnikov 37’ Konstantin Skrylnikov 71’ | Marcatori | 86’ Ilya Spitsyn |

| Arbitro: | Ivan Sidenkov |

|  |           |                       |
|  | Marcatori | 65’ Anatoliy Nezhelev |

| Arbitro: | Ilia Trishin |

|                                                                   |           |  |
| Anatoliy Nezhelev 3’ Albert Sharipov 15’ (rig.) Yuri Dubrovin 63’ | Marcatori |  |

| Arbitro: | Sergey Kulikov |

|  |           |                                                                        |
|  | Marcatori | 22’ Anatoliy Nezhelev 26’ Kirill Pogrebnyak 90'+1’ Aleksandr Antipenko |

| Arbitro: | Aleksey Pchelintsev |

|  |           |                                     |
|  | Marcatori | 11’ Viktor Stroev 69’ Yuri Dubrovin |

| Arbitro: | Pavel Shadykhanov |

|                            |           |  |
| Vladislav Khatazhenkov 78’ | Marcatori |  |

| Arbitro: | Evgeni Bulanov |

|                                             |           |                     |
| Azamat Gonezhukov 45’ Azamat Gonezhukov 58’ | Marcatori | 36’ Dmitrij Sokolov |

| Arbitro: | Sergey Tikhonov |

|                          |           |                        |
| Dmitri Baulin 75’ (aut.) | Marcatori | 71’ Vyacheslav Remizov |

| Arbitro: | Yuri Aponasenko |

|                                             |           |                                                  |
| Ruslan Tarala 26’ Pavel Gizgizov 75’ (rig.) | Marcatori | 11’ Dmitrij Sokolov 64’ (rig.) Kirill Pogrebnyak |

| Arbitro: | Aleksey Amelin |

| |           |                  |
| Kirill Pogrebnyak 49’ (rig.) Vladimir Tatarchuk 51’ Kirill Pogrebnyak 56’ Yuri Dubrovin 61’ Konstantin Skrylnikov 74’ | Marcatori | 88’ Anton Sereda |

| Arbitro: | Vladimir Rogulev |

|                    |           |  |
| Dmitri Kortava 15’ | Marcatori |  |

| Arbitro: | Denis Shpilev |

|                       |           |                     |
| Kirill Pogrebnyak 42’ | Marcatori | 77’ Evgeniy Ushakov |

| Arbitro: | Igor Panin |

|                      |           |                                       |
| Aleksandr Kozlov 89’ | Marcatori | 44’ Yuri Dubrovin 64’ Dmitrij Sokolov |

| Arbitro: | Aleksey Sukhoy |

|                     |           |  |
| Andrey Salnikov 49’ | Marcatori |  |

| Arbitro: | Sergey Kulikov |

|  |           |                                      |
|  | Marcatori | 49’ Nikita Timoshin 57’ Ilnur Alshin |

| Arbitro: | Yuri Aponasenko |

|                            |           |                   |
| Andrey Salnikov 42’ (rig.) | Marcatori | 83’ Anton Novikov |

| Arbitro: | Denis Zabotin |

|                                              |           |                                               |
| Denis Sinyaev 29’ Evgeniy Dukhnov 52’ (rig.) | Marcatori | 50’ Kirill Pogrebnyak 64’ Aleksandr Antipenko |

| Arbitro: | Vladimir Seldyakov |

|                                             |           |  |
| Aleksandr Antipenko 28’ Albert Sharipov 69’ | Marcatori |  |

| Arbitro: | Denis Mareev |

|                                                 |           |  |
| Andrey Salnikov 8’ Kirill Pogrebnyak 41’ (rig.) | Marcatori |  |

| Rjazan' 19 maggio 2014, ore 16:30 27ª giornata | Rjazan'      | 0 – 0 referto | Fakel Voronež | Spartak Stadium (1.500 spett.)\| Arbitro: \| Anton Frolov \| |
| Arbitro:                                       | Anton Frolov |               |               |                                                              |

| Arbitro: | Evgeni Turbin |

|                                        |           |                     |
| Ilnur Alshin 38’ Konstantin Garbuz 78’ | Marcatori | 70’ Artem Sapozhkov |

| Arbitro: | Evgeni Bulanov |

|                                 |           |  |
| Denis Folin 12’ Denis Folin 70’ | Marcatori |  |

| Arbitro: | Sergey Tikhonov |

|                                                                  |           |  |
| Artem Beketov 21’ Andrey Salnikov 63’ (rig.) Dmitrij Sokolov 89’ | Marcatori |  |

### Kubok Rossii
| Arbitro: | Aleksey Amelin |

|                                                                |           |  |
| Kirill Nesterov 10’ Vitali Kirichenko 69’ Andrey Surovtsev 85’ | Marcatori |  |